# Aeroportul Cotulla–La Salle County
Aeroportul Cotulla–La Salle County (IATA: COT, ICAO: KCOT, FAA LID: COT) este un aeroport din Texas, Statele Unite ale Americii ce deservește zona Cotulla⁠(d). Aeroportul a fost tranzitat în 2019 de 12 pasageri. A fost numit după zona deservită.
Situat la o altitudine de 144 m, aeroportul dispune de 1 pistă.

## Infrastructură

### Piste
Aeroportul dispune de o singură pistă. Pista 13/31 are suprafața de asfalt și dimensiunile 6.005 picioare × 75 picioare. 